# Sibilinske knjige
Sibilinske knjige (lat. Libri sybillini) zbirka su proročanstava kumanske Sibile na starogrčkom jeziku napisane u obliku heksametara. 
Prema predaji otkupio ih je rimski kralj Tarkvinije Prisko, a na čuvanje su povjerene svećeničkom zboru uz Jupiterov hram na Kapitoliju. U njih se smjelo zagledati tek u iznimno teškim trenucima za rim. državu i samo po odluci Senata. U javnosti su kružile njihove krivotvorine
Podrijetlo Sibilinskih knjiga koje su sadržavale proročanske stihove na grčkom jeziku nije poznato. U Rim su stigle za vrijeme rimskog kralja Tarkvinija Oholog (6. st. pr. Kr.). Priča kaže da je neka starica ponudila Tarkviniju devet knjiga po izuzetno visokoj cijeni. Kako je kralj odbio da dâ toliki novac, ona je knjige bacala u vatru jednu po jednu, dok na kraju nisu preostale samo tri koje Tarkvinije konačno ipak kupuje po prvobitnoj cijeni za svih devet.
Smatra se da je starica bila sama Sibila Kumska. Za čuvanje ovih knjiga bilo je određeno dvočlano svečeničko tijelo duoviri; kasnije se o njima brinulo deset svečenika decemviri, a potom petnaestočlano svečeničko vijeće quidecemviri sacris faciundis. Ove knjige su se konzultirale isključivo po odluci Senata, kad bi zemlju zadesila nevolja ili velika pogibelj. Izgorjele su u velikom požaru koji je zadesio Rim 83. godine pr. Kr.

## Vanjske poveznice
- Sibilinske knjige Hrvatski obiteljski leksikon